# Балтичко-совјетски односи
Релевантни догађаји у вези са балтичким државама и Совјетским Савезом започели су када је после сукоба бољшевичке Русије са балтичким државама—Литванијом, Летонијом и Естонијом— потписано неколико мировних уговора са Русијом и њеним наследником, Совјетским Савезом. Крајем 1920-их и почетком 1930-их, Совјетски Савез и све три балтичке државе су потписали уговоре о ненападању. Совјетски Савез је такође потврдио да ће се придржавати Бријан-Келоговог пакта у погледу својих суседа, укључујући Естонију и Летонију, и потписао је конвенцију која дефинише агресију која је укључивала све три балтичке земље.
Године 1939. Совјетски Савез и Нацистичка Немачка су потписали Споразум Рибентроп—Молотов, који је обухватао тајне протоколе који су делили источну Европу на сфере утицаја, при чему су Летонија и Естонија спадале у совјетској сфери. Каснији амандман на тајне протоколе ставио је Литванију у совјетској сфери. У јуну 1940. Совјетски Савез је напао балтичке земље и припојио их као Литванску Совјетску Социјалистичку Републику, Естонску Совјетску Социјалистичку Републику и Летонску Совјетску Социјалистичку Републику. Немачка је 1941. године, у оквиру операције Барбароса, напала балтичке државе, а потом су биле под управом немачког Рајхскомесаријата Остланд до 1944. године. Совјетски Савез је 1944. године, поново анексирао балтичке државе.
Територије балтичких држава остале су под совјетском контролом као Совјетске социјалистичке републике до 1991. године. Већина влада  западног света дејуре није признала совјетске анексије балтичких држава, мада су их неке државе признале дефакто. У јулу 1989. године, након драматичних догађаја у Источној Немачкој, Врховни совјети балтичких земаља изјавили су да намеравају да врате пуну независност. Балтичке земље су 1991. године повратиле независност и обновиле свој суверенитет распадом Совјетског Савеза.

## Руска револуција и уговори који утичу на односе СССР-Балтик
Бољшевици су преузели власт након руске револуције 1917. године. Након што су балтичке државе прогласиле независност након потписивања примирја, бољшевичка Русија је извршила напад на њих 1918. године. Известија је у свом издању од 25. децембра 1918. године објавила да су Естонија, Летонија и Литванија директно на руском путу ка западној Европи и због тога представљају препреку нашим револуцијама … Овај зид који нас раздваја мора бити уништен. Бољшевичка Русија, међутим, није стекла контролу над Балтиком и 1920. закључила мировне уговоре са све три државе.

### Мировни уговори
- Естонија, Споразум у Тартуу, 2. фебруар 1920.[2]
- Литванија, Совјетско-литвански мировни уговор, 12. јул 1920.[3]
- Летонија, Споразум у Риги, 11. август 1920.[4]

У тим уговорима бољшевичка Русија се "вечно" одрекла свих суверених права над ова три народа и територије које су раније припадале Русији. У 1922. години, Руска СФСР, Украјинска ССР, Белоруска ССР и Закавкаска СФСР званично су спојене као републике стварајући Савез Совјетских Социјалистичких Република или Совјетски Савез.

### Споразуми о ненападању
Накнадно, на иницијативу Совјетског Савеза, закључени су додатни уговори о ненападању са све три балтичке државе:
- са Литванијом 28. септембра 1926.[8]
- Летонијом 5. фебруара 1932.[9]
- и Естонијом 4. маја 1932.[10]

Уговорне стране су се обавезале да се суздрже од агресивних радњи једна против друге и од било каквих насилних дела усмерених против територијалног интегритета и неповредивости или политичке независности друге уговорне стране. Даље, сложили су се да све спорове, без обзира на порекло који се не могу дипломатски решити, реше формалним помирењем у заједничком одбору.

### Споразум Келог-Бријан и Литвинов споразум
Дана 27. августа 1928. године Сједињене Америчке Државе, Немачка, Белгија, Француска, Велика Британија, Индија, Италија, Јапан, Пољска и Чехословачка потписале су Бријан-Келогов пакт којим се одричу рата као инструмента националне политике. Након овог усвајања, Совјетски Савез је 9. фебруара 1929. године потписао протокол којим је потврдио поштовање услова Пакта са суседима: Естонијом, Летонијом, Пољском и Румунијом. Литванија је изјавила да се придржава пакта и протокола убрзо након тога, 5. априла 1929. Потписујући, уговорне стране су се сложиле:
- да осуде рат као средство за решавање сукоба и да га се одрекну као инструмента политике, и
- да се сви сукоби и спорови решавају само мирним путем.[13]

Овом потврдом придржавања ових протокола (иако их још увек није ратификовао Пакт) и повезаним документима о придржавању Пакта, Естонија, Летонија, Литванија и СССР (наведени као Русија) постале су потписнице самог Бријан-Келоговог пакта даном ступања на снагу, 24. јула 1929.

### Конвенција за дефиницију агресије
Дана 3. јула 1933. године, први пут у историји агресија је дефинисана обавезујућим уговором који су у совјетској амбасади у Лондону потписали СССР и, између осталих, балтичке земље. Члан II дефинише облике агресије " Као агресор ће се препознати она држава која ће прва починити једну од следећих радњи:
- Прво - објави рат другој држави.
- Друго—изврши инвазију оружаним снагама на територију друге државе чак и без објаве рата.
- Треће—изврши напад копненим, морским или ваздушним снагама, чак и без објаве рата на територији, на бродове или летелице друге државе.
- Четврто—изврши поморску блокаду обала или лука друге државе.
- Пето—пружи подршку одобреним оружаним групама које су организоване на њеној територији и које ће напасти територију друге државе, или одбије, упркос захтеву нападнуте државе, да на својој територији предузме све кораке који су у њеној моћи да одузме горе поменутим групама сву помоћ или заштиту."

Конвенција за дефиницију агресије, члан II затим каже да "никаква политичка, војна, економска или друга разматрања не могу послужити као изговор или оправдање за агресију из члана II." И док се у анексу члана III наводе могући разлози за интервенцију у суседној држави, он такође предвиђа да се "уговорне потписнице и даље слажу да признају да ова конвенција никада не може легитимисати било каква кршења међународног права која би се могла подразумевати у околностима обухваћеним у горњој листи."

## Споразум Рибентроп—Молотов и ултиматум из 1939. године
Дана 24. августа 1939. Совјетски Савез и Нацистичка Немачка потписали су Споразум Рибентроп—Молотов, који је садржао тајни протокол који је поделио државе северне и источне Европе на немачку и совјетску "сферу утицаја". Финска, Естонија и Летонија припале су совјетској сфери утицаја. Литванија је била у немачкој сфери утицаја, иако је други тајни протокол договорен септембра 1939. године доделио већину Литваније СССР-у.
Попуштајући пред совјетским притиском, Естонији, Летонији и Литванији није преостало ништа друго него да потпишу такозвани Пакт одбране и узајамне помоћи који је Совјетском Савезу омогућавао да у њима стационира трупе. Ови пактови су потврђивали суверена права балтичких држава. На пример, у Пакту о узајамној помоћи са Летонијом (потписан 5. октобра 1939) наводи се: "Спровођење овог Пакта ни на који начин не може угрозити суверена права уговорних страна, нарочито у погледу њихових политичких структуру, економски и социјални систем и војне мере."

## Совјетске инвазије и анексије 1940. године
Средином јуна 1940, када је међународна пажња била усредсређена на немачку инвазију на Француску, совјетске трупе НКВД-а извршиле су препад на граничним прелазима у Литванији, Естонији и Летонији. Државне управе су распуштене и замењене совјетским кадровима. Одржани су избори само са просовјетским кандидатима који су постављени на многим функцијама, а новоформиране народне скупштине одмах су затражиле пријем у СССР, што је одобрио Совјетски Савез.

## Немачке инвазије и окупације 1941–1944
Немачка је напала и окупирала територије балтичких држава 1941. године током операције Барбароса. У почетку су се Литванци, Летонци и Естонци надали да ће Немци успоставити балтичку независност. Такве политичке наде су убрзо испариле и балтичка сарадња је постала мање искрена или је потпуно престала. Од 1941. до 1944. године, након Операције Барбаросса, балтичке земље су биле део немачког Остланда.
У септембру 1941. Совјетски Савез се придружио Атлантској повељи која је, између осталог, потврдила "жељу да се не виде територијалне промене које нису у складу са слободно израженим жељама дотичних народа" и да се "поштују права свих народа да одаберу облик власти под којим ће живети и желе да виде да суверена права и самоуправа буду враћени онима којима су присилно одузета. …"

## Совјетска инвазија и окупација 1944. године
Совјетски Савез је поново окупирао балтичке државе као део Балтичке офанзиве 1944. године. Совјетски Савез је 1945. године потписао Кримску декларацију којом се декларише о поновном успостављању поретка у Европи по принципу Атлантске повеље "право свих народа на избор облика владавине под којим ће живети, обнављање суверених права и самоуправе оним народима којима су агресорски народи то насилно одузели ". У декларацији са Крима даље се наводи "да би се подстакле услови у којима ослобођени народи могу да остварују та права, три владе ће се придружити … између осталог како би олакшале одржавање слободних избора."
Након совјетске поновне инвазије, балтичке земље су постале  Совјетске социјалистичке републике као Естонска Совјетска Социјалистичка Република, Летонска Совјетска Социјалистичка Република и Литванска Совјетска Социјалистичка Република. Дана 12. јануара 1949. године совјетски савет министара издао је декрет "о протеривању и депортацији" из балтичких држава "свих кулака и њихових породица, породица разбојника и националиста" и других. Десет процената целокупне одрасле балтичке популације депортовано је или послато у радне логоре. После Другог светског рата, као део циља потпуније интеграције балтичких земаља у Совјетски Савез, спроведене су масовне депортације у балтичким земљама и настављена је политика подстицања совјетске имиграције у балтичке државе.
Већина држава одбила је да призна совјетску инкорпорацију балтичких држава. Наде балтичких држава за било каквом активном интервенцијом у њихово име нестале су када су Сједињене Државе, европске државе и Совјетски Савез потписали Хелсиншки споразум из 1975. године којим су се његове потписнице обавезале на поштовање утврђених граница - избегавајући употребу израза "границе"- послератне Европе. Земље попут Сједињених Држава наставиле су да одржавају непризнавање совјетске анексије балтичких држава. Ретроспективно, евентуално поновно успостављање независности и граница балтичких држава протумачено је као оспоравање Споразума, који подржава људска права и самоопредељење.

## Уговори које је СССР потписао између 1940. и 1945
Совјетски Савез придружио се Атлантској повељи од 14. августа 1941. резолуцијом, потписаном у Лондону 24. септембра 1941. Резолуција је потврђивала:
- " Прво, њихове земље не траже увећавање, територијално или друго,
- " Друго, они желе да не виде територијалне промене које нису у складу са слободно израженим жељама дотичних народа,
- "Треће, они поштују права свих народа да бирају облик владавине под којим ће живети, и желе да виде да се суверена права и самоуправа обнове онима којима су присилно одузети. …"[26]

Што је најважније, Стаљин је лично поново потврдио принципе Атлантске повеље 6. новембра 1941. године:
Ми нисмо и нећемо имати било какве ратне циљеве као што су заузимање страних територија и потчињавање страних народа било да су то народи и територије Европе или народи и територије Азије….
     Ми нисмо и нећемоимати такве ратне циљеве као што је наметање наше воље и режима Словенима и другим поробљеним народима Европе који чекају нашу помоћ.
     Наша помоћ састоји се у пружању помоћи тим народима у њиховој борби за ослобађање од Хитлерове тираније, а затим у ослобађању да владају властитим земљама како желе, никакве интервенције у унутрашњим пословима других народа .
Убрзо након тога, Совјетски Савез је потписао Декларацију Уједињених нација од 1. јануара 1942, која је поново потврдила придржавање Атлантској повељи.
Совјетски Савез је потписао Кримску декларацију о ослобођеној Европи од 4. до 11. фебруара 1945. године, у којој се Стаљин, Черчил и Рузвелт заједнички изјашњавају о поновном успостављању поретка у Европи по принципу Атлантске повеље „право свих народа да изаберу облик владавине под којим ће живети, обнављање суверених права и самоуправу оним народима које су агресорски народи присилно лишили “. У Кримској декларацији даље се наводи "да би се подстакле услови у којима ослобођени народи могу да остварују та права, три владе ће се придружити … између осталог како би олакшале одржавање слободних избора."
Коначно, Совјетски Савез је 24. октобра 1945. године потписао Повељу Уједињених нација, која у члану I одељак 2 каже да је једна од сврха Уједињених нација развијање пријатељских односа међу државама заснованих на поштовању принципа једнаког права и самоопредељење народа."

## Независност балтичких држава
У јулу 1989. године, након драматичних догађаја у Источној Немачкој, врховни совјети балтичких земаља усвојили су "Декларацију о суверености" и изменили уставе како би потврдили превласт својих закона над законима СССР-а. Кандидати из странке независног Народног фронта стекли су већину у Врховним совјетима на демократским изборима 1990. Совјети су изјавили да намеравају да врате пуну независност. Совјетске политичке и војне снаге безуспешно су покушавале да свргну владе. Балтичке земље су 1991. године затражиле фактичку независност. Уследило је међународно признање, укључујући и СССР. Сједињене Државе, које никада нису признале присилно припајање балтичких земаља од стране СССР-а, обновиле су пуне дипломатске односе са републикама.
Пет деценија готово непрекидне совјетске окупације балтичких држава Естоније, Летоније и Литваније окончано је 1991. године. Суверенитети земаља су обновљени, убрзавајући коначни распад Совјетског Савеза касније те године након што су се три државе отцепиле. После тога, Русија је почела да повлачи своје трупе из све три балтичке државе. Литванија је прва из које су се руске трупе повукле у августу 1993. Последње руске трупе повукле су се из балтичких држава у августу 1994. Русија је званично прекинула своје војно присуство на Балтику у августу 1998. године након разградње радарске станице Скрунда-1 у Летонији, која је била последњи активни руски војни радар на Балтику. Последње руске трупе повукле су се са станице следеће године.
У поновној процени совјетске историје која је започела током перестројке 1989. године, СССР је осудио тајни протокол из 1939. са Немачком. Међутим, СССР никада није формално признао своје присуство на Балтику као окупацију и сматрао је Естонскуу, Летонску и Литванску ССР као своје саставне Совјетске социјалистичке републике. Влада Руске Федерације и државни званичници тврде да је совјетска анексија балтичких држава била легитимна. Често је прављена разлика између дејуре и дефакто признавања статуса држава или као Совјетских социјалистичких република или као независних ентитета.

## Белешке
1. ↑  Путинова администрација тврдоглаво је одбила да призна чињеницу совјетске окупације Летоније, Литваније и Естоније након Другог светског рата, иако је Путин признао да је 1989. године, за време владавине Горбачова, совјетски парламент званично осудио Пакт Молотов-Рибентроп из 1939, који је довео до насилног укључивања три балтичке државе у Совјетски Савез.[48]
2. ↑  Руски званичници упорно тврде да су балтичке државе добровољно и легално ушле у СССР крајем Другог светског рата и нису признали да су Естонија, Летонија и Литванија педесет година биле под совјетском окупацијом.[49]

## Додатни извори
- Smith, David James; Pabriks, Artis; Purs, Aldis; Lane, Thomas (2002), The Baltic States: Estonia, Latvia and Lithuania, Routledge, ISBN 0-415-28580-1
- Taagepera, Rein (1993), Estonia: Return to Independence, Westview Press, ISBN 0-8133-1703-7
- Wettig, Gerhard (2008), Stalin and the Cold War in Europe, Rowman & Littlefield, ISBN 0-7425-5542-9